# Succowia balearica
Succowia balearica là một loài thực vật có hoa trong họ Cải. Loài này được (L.) Medik. miêu tả khoa học đầu tiên năm 1792.